# 霍性
霍性（？—220年），新平（今陝西省境）人，漢末曹魏度支中郎將。事見於魚豢《魏略》。
延康元年（220年）六月庚午，曹丕南征。這時候霍性上奏，認為曹丕才繼承王位，親自帶兵出戰必有危險，還希望曹丕多加考慮。然而這奏章引起曹丕大怒，派督察奸吏收押霍性並將之處死。之後曹丕後悔也來不及收回成命。